# Meryem Aboulouafa
Meryem Aboulouafa, (en arabe : مريم أبو الوفاء), née en 1988, est une chanteuse, auteure-compositrice et narratrice contemporaine , originaire de Casablanca. Son premier album solo, Meryem (2020), a été publié par Animal 63 et a été bien accueilli dans l’industrie musicale. Elle chante en arabe, en anglais, ou en français, avec une voix remarquée et une musique d’inspiration folk et électronique, mêlée à des sonorités orientales. Ses singles Breath of Roma et Ya Qalbi ont été utilisés pour des bandes sonores de radio, télévision et films. Le 25 mai 2025, elle a sorti « Horses », le premier single de son prochain album Family, accompagné d’un clip entièrement tourné à Essaouira, réalisé par Theo Gottlieb et produit par Birth.

## Biographie
Meryem Aboulouafa est née le 3 décembre 1988 à Casablanca,, au Maroc, dans une famille mélomane qui lui permet de découvrir les mélodies traditionnelles marocaines et les chants des divas emblématiques du monde arabe. Influencée par les goûts musicaux de son père, elle découvre aussi le monde des classiques du rock, notamment ceux de Neil Young, Rolling Stones, et de Pink Floyd, ainsi que des figures marquantes de la musique française telles qu’Édith Piaf, Jacques Brel et Georges Brassens. En se formant à la théorie musicale et au violon au Conservatoire de Musique, Meryem acquiert une formation musicale,. Dans l’intimité de sa chambre à Casablanca, avec sa guitare, elle crée ses premières compositions en anglais, en français ou en arabe.
Elle passe ensuite par l’École des Beaux Arts de Casablanca. Puis elle travaille comme architecte d’intérieur et designer. Elle enseigne également. Elle lance en 2013 une agence de décoration intérieure, appelée Introspectus,.
En 2016, Meryemm Aboulouafa se produit aussi dans une conférence TEDx. Se souvenant de ses racines à Casablanca, elle a partagé de manière humoristique ses croyances d'enfance. 
Elle commence à se faire un nom dans le monde de la musique en 2017, elle monte sur scène lors du festival MadJazz à Marrakech et du festival Jazzablanca à Casablanca, et réalise l'une de ses premières collaborations avec Moulay Driss Alaoui Mdaghri, un fan de poésie arabe et andalouse, qui lui ouvre les portes de l'Italie, puis de Francesco Santalucia. Ensemble, ils produisent une reprise de la chanson traditionnelle algérienne Ya Qalbi, qui deviendra plus tard l'un de ses morceaux les plus connus. L'artiste poursuit ensuite une tournée musicale en Indonésie et en Italie.
Son parcours musical prend un tournant inattendu lorsque Ya Qalbi attire l'attention d'Emmanuel Barron, directeur du label français Animal63 (reconnu pour des artistes tels que The Blaze et Myth Syzer). Cette rencontre marque le début d'un nouveau chapitre dans la carrière musicale de Meryem, affirmant sa position sur la scène musicale mondiale. Comme il l’écrit: « … Je suis revenu à Paris deux jours après avoir rencontré une artiste époustouflante, une femme rare, une artiste vivant dans un pays où être artiste n’est pas un choix simple. Mais surtout, j’ai rencontré une voix, mais pas seulement dans le sens vocal et technique du mot. La voix d’une femme marocaine moderne, musicienne, croyante et poétesse … ».
Le fruit de cette rencontre est Meryem, le premier album de Meryem Aboulouafa. Il est sorti fin mai en Europe et au Maroc sous le label français Animal 63, et est lancé avec le clip Deeply. Les 11 chansons de l'album sont composées en anglais et en arabe. Avant la sortie de cet album, Emmanuel Barron lui suggère de réenregistrer certains titres avec de nouveaux collaborateurs. Deux noms travaillent sur la construction ou la reconstruction de ses morceaux: Jean-Baptiste de Laubier alias Para One, connu pour sa techno énergique et ses bandes sonores plus contemplatives, indissociables du cinéma de Céline Sciamma. Et Maxime Daoud, musicien, arrangeur et producteur de musique d’une douce mélancolie sous le nom d'Ojard. Après la sortie de son album, Meryem entame une tournée et fait des apparitions à la télévision et à la radio.Cet album est bien accueili.

## Discographie

### Albums studio
| Tire   | Date        | Label     | Formats                  | No. | Pistes                | Durée | Durée |
| ------ | ----------- | --------- | ------------------------ | --- | --------------------- | ----- | ----- |
| Meryem | 29 mai 2020 | Animal 63 | LP, CD, digital download | 1   | The friend            | 03:03 | 38:17 |
| Meryem | 29 mai 2020 | Animal 63 | LP, CD, digital download | 2   | Breath of Roma        | 03:25 | 38:17 |
| Meryem | 29 mai 2020 | Animal 63 | LP, CD, digital download | 3   | Deeply                | 03:21 | 38:17 |
| Meryem | 29 mai 2020 | Animal 63 | LP, CD, digital download | 4   | Say the truth and run | 03:57 | 38:17 |
| Meryem | 29 mai 2020 | Animal 63 | LP, CD, digital download | 5   | Je me promets         | 04:30 | 38:17 |
| Meryem | 29 mai 2020 | Animal 63 | LP, CD, digital download | 6   | Fighting              | 03:31 | 38:17 |
| Meryem | 29 mai 2020 | Animal 63 | LP, CD, digital download | 7   | Évanouie              | 03:33 | 38:17 |
| Meryem | 29 mai 2020 | Animal 63 | LP, CD, digital download | 8   | The Accident          | 03:40 | 38:17 |
| Meryem | 29 mai 2020 | Animal 63 | LP, CD, digital download | 9   | Ya Qalbi              | 03:06 | 38:17 |
| Meryem | 29 mai 2020 | Animal 63 | LP, CD, digital download | 10  | Welcome Back to Me    | 02:47 | 38:17 |
| Meryem | 29 mai 2020 | Animal 63 | LP, CD, digital download | 11  | We'll get by          | 03:19 | 38:17 |

### Singles & EP
| Titre          | Date            | Label     |
| -------------- | --------------- | --------- |
| Horses         | 20 mai 2025     | Zerhoun   |
| Breath of Roma | 2 décembre2019  | Animal 63 |
| Ya Qalbi       | 12 février 2020 | Animal 63 |
| Évanouie       | 29 avril 2020   | Animal 63 |

### Autres collaborations et remixes
| Titre                     | Artiste              | Date              | Album                            | Label                                  |
| ------------------------- | -------------------- | ----------------- | -------------------------------- | -------------------------------------- |
| Noi (avec Vanni Bianconi) | NITON and guests     | 22 November 2024  | NITON 11                         | Shameless Rocks                        |
| J'irai partout            | Dominique Dalcan     | 27 septembre 2023 | Last Night a Woman Saved My Life | Ostinato Records                       |
| D'âme à âme               | Anna Chedid          | 20 octobre 2023   | Peau neuve                       | Anna Chedid Publishing                 |
| Le paradis                | Bachar Mar-Khalifé   | 13 mai 2023       | The End - Music for Films, Vol.1 | Balcoon                                |
| Oasi                      | Elasi                | 29 juillet 2022   | Oasi Elasi                       | Capitol Records/Universal Music Italia |
| Breath of Roma (Remix)    | Alper Gursoy         | 29 novembre 2021  |                                  | PalmTherapy Sounds                     |
| 13.10                     | Francesco Santalucia | 2017              | Memoria                          | La grande onda                         |

## Utilisation dans les médias
- 2025 - Breath of Roma - Ginny and Georgia S3 | E10 | Netflix
- 2025 - Welcome Back to Me - Ginny and Georgia S3 | E10 | Netflix
- 2025 - Breath of Roma - Bref2  S2 | E6 | Closing title | Disney Plus
- 2024 - The Call of Water - Ministry of Equipment and Water
- 2023 - Forever Marrakech - L’Office National Marocain du Tourisme
- 2023 - Le Paradis - Lost Boys (Film)
- 2023 - Ya Qalbi - Holy Family (aka Sagrada familia) S1 | E2 | Netflix
- 2022 - Deeply - Skam France S7 | E7 | France TV
- 2021 - Je me promets - AlRawabi School for Girls  S1 | E4 | Netflix
- 2021 - Mawadda - (Film by Hicham Lasri)

## Voix off
- 2024 - The Call of Water - Ministry of Equipment and Water
- 2023 - Fez, di Meryem Aboulouafa - RSI La 1
- 2023 - Do you remember? - Burning Man by Sodalime Burning Man
- 2022 - Waking dreams  by Mayan Warrior Burning Man
- 2015 - AMF2015 | Official Trailer (Amsterdam Music Festival)
- 2014 - Watchtower of Turkey by Meryem Aboulouafa